# ميلانوروصور
ميلانوروسورس (بالإنجليزية: Melanorosaurus)‏ هو جنس منقرض من الديناصورات ضمن رتيبة الصوربوديات، عاش في فترة أواخر العصر الترياسي قبل أكثر من 200 مليون سنة، وُجدت مُتحجراته في جنوب أفريقيا، ويُعتبر إحدى آكلي النباتات ومن الديناصورات الضخمة، له جسم ضخم وأطرافٌ قوية. بلغ طوله حوالي 8 أمتار (26 قدم) وقُدر وزنه بحوالي 1.3 طن.